# Colors de guerra
Colors de guerra (títol original: Colors) és una pel·lícula estatunidenca policiaca i d'acció de 1988 protagonitzada per Sean Penn i Robert Duvall, i dirigida per Dennis Hopper. Ha estat doblada al català

## Argument
La pel·lícula té lloc en els suburbis adjacents a la Central del Sud de Los Angeles, Los Angeles de l'Est i la Divisió de Violència de LAPD. L'argument se centra en Bob Hodges (Robert Duvall), un agent experimentat del Departament de Policia de Los Angeles de la divisió del CRASH, i el seu nou company, Danny McGavin (Sean Penn), els qui intenten frenar la violència entre els grups dels Bloods, els Crips, i colles de carrer d'origen llatí. Colors va rellançar a Hopper com a director després d'haver filmat Easy Rider 18 anys abans. La pel·lícula va generar un tòpic respecte a la representació de les colles, els seus estils de vida i la violència intrínseca a elles.

## Repartiment
- Sean Penn: agent Danny "Pac-Man" McGavin
- Robert Duvall: agent Bob Hodges
- María Conchita Alonso: Louisa Gomez
- Randy Brooks: Ron Delaney
- Glenn Plummer: Clarence "High Top" Brown
- Trinidad Silva: Leo "Frog" Lopez
- Grand L. Bush: Larry "Looney Tunes" Sylvester
- Don Cheadle: Rocket
- Damon Wayans: T-Bone
- Leon Robinson: Killer Bee
- Gerardo Mejía: Bird
- Mario López: membre de la pantilla del 21st Street
- Sy Richardson: O.S. S. Sergent Bailey
- Courtney Gains: Whitey
- Sherman Augustus: oficial Porter
- Rudy Ramos: Melindez
- Lawrence Cook: oficial Young
- R. D. Call: oficial Rusty Baines
- Clark Johnson: C.R.A.S.H. oficial Lee
- Jack Nance: oficial Samuels
- Romeo De Lan: Felipe
- Karla Montana: Locita

## Rebuda
La pel·lícula va rebre tant elogis com crítiques. Va obtenir una puntuació del 82% a Rotten Tomatoes basada en 28 ressenyes.
La pel·lícula va guanyar aproximadament 46 milions de dòlars durant la seva estrena als Estats Units.